# Temporada 1910-1911 del FC Barcelona
La temporada 1910-11 va ser la 12a de la història del FC Barcelona. El club va guanyar 2 dels 3 grans campionats que va disputar: el Campionat de Catalunya i la Copa dels Pirineus

## Fets destacats
Gamper torna a la presidència el 17 de setembre de 1910. El club té prop de 400 socis i comencen a sorgir els primers problemes de professionalisme en els jugadors.
Nova victòria en el Campionat de Catalunya, on el Barcelona no té rival, i un altre triomf a la Copa dels Pirineus. Al Campionat d'Espanya disputat a Bilbao, el Barcelona es retirà després de guanyar a la Gimnàstica de Madrid per 4-0, ja que els perdedors van impugnar el partit i la federació va ordenar que es repetís, fet que els blaugranes van considerar injust.
El màxim golejador de la temporada va ser el britànic Pattullo, descobert casualment en un partit amistós que van jugar el primer i el segon equip del Barcelona. Com faltava gent, el van convidar a formar part i Pattullo va deixar a tots gratament impressionats. Al final de la temporada, després de fer 41 gols en 20 partits, va tornar al seu país.

## Plantilla
Font:
| N.            | Pos. | Nac. | Jugador               | Total | Total | C. Catalunya | C. Catalunya | C. Espanya | C. Espanya | C. Pirineus | C. Pirineus | Amistosos | Amistosos |
| N.            | Pos. | Nac. | Jugador               | PJ    | Gols  | PJ           | Gols         | PJ         | Gols       | PJ          | Gols        | PJ        | Gols      |
| ------------- | ---- | --- | --------------------- | ----- | ----- | ------------ | ------------ | ---------- | ---------- | ----------- | ----------- | --------- | --------- |
| —             | POR  | [[Fitxer:Flag of Catalonia.svg\|23x15px\|border \|alt=Catalunya\|link=Selecció de futbol de Catalunya\|{{#if:\|]]                              | Romà Solà             | 28    | -9    | 7            | -9           | 0          | 0          | 0           | 0           | 21        | -         |
| —             | POR  | [[Fitxer:Flag of Catalonia.svg\|23x15px\|border \|alt=Catalunya\|link=Selecció de futbol de Catalunya\|{{#if:\|]]                              | Lluís Renyé           | 9     | -3    | 0            | 0            | 1          | 0          | 2           | -3          | 6         | -         |
| —             | POR  | [[Fitxer:Flag of Cuba.svg\|23x15px\|border \|alt=Cuba\|link=Selecció de futbol de Cuba\|{{#if:\|]]                                             | Llisard Peris         | 1     | -1    | 1            | -1           | 0          | 0          | 0           | 0           | 0         | 0         |
| —             | DEF  | [[Fitxer:Flag of Catalonia.svg\|23x15px\|border \|alt=Catalunya\|link=Selecció de futbol de Catalunya\|{{#if:\|]]                              | Francesc Bru          | 36    | 0     | 8            | 0            | 1          | 0          | 2           | 0           | 25        | 0         |
| —             | DEF  | [[Fitxer:Flag of the Philippines.svg\|23x15px\|border \|alt=Filipines\|link=Selecció de futbol de les Filipines\|{{#if:\|]]                    | Manuel Amechazurra    | 29    | 1     | 8            | 1            | 1          | 0          | 2           | 0           | 18        | 0         |
| —             | DEF  | [[Fitxer:Flag of Catalonia.svg\|23x15px\|border \|alt=Catalunya\|link=Selecció de futbol de Catalunya\|{{#if:\|]]                              | Áureo Comamala        | 2     | 0     | 1            | 0            | 0          | 0          | 0           | 0           | 1         | 0         |
| —             | MIG  | [[Fitxer:Flag of Catalonia.svg\|23x15px\|border \|alt=Catalunya\|link=Selecció de futbol de Catalunya\|{{#if:\|]]                              | Enric Peris           | 38    | 3     | 8            | 1            | 1          | 0          | 2           | 0           | 27        | 2         |
| —             | MIG  | [[Fitxer:Flag of Catalonia.svg\|23x15px\|border \|alt=Catalunya\|link=Selecció de futbol de Catalunya\|{{#if:\|]]                              | Joan Grau             | 29    | 0     | 8            | 0            | 1          | 0          | 2           | 0           | 18        | 0         |
| —             | MIG  | [[Fitxer:Flag of Catalonia.svg\|23x15px\|border \|alt=Catalunya\|link=Selecció de futbol de Catalunya\|{{#if:\|]]                              | Arseni Comamala       | 28    | 3     | 7            | 0            | 1          | 0          | 1           | 0           | 19        | 3         |
| —             | MIG  | [[Fitxer:Flag of the Valencian Community (2x3).svg\|23x15px\|border \|alt=País Valencià\|link=Selecció de futbol del País Valencià\|{{#if:\|]] | Josep Quirante        | 8     | 1     | 0            | 0            | 0          | 0          | 2           | 0           | 6         | 1         |
| —             | MIG  | [[Fitxer:Flag of Catalonia.svg\|23x15px\|border \|alt=Catalunya\|link=Selecció de futbol de Catalunya\|{{#if:\|]]                              | Felip Janer           | 5     | 1     | 1            | 0            | 0          | 0          | 0           | 0           | 4         | 1         |
| —             | MIG  | [[Fitxer:Flag of Catalonia.svg\|23x15px\|border \|alt=Catalunya\|link=Selecció de futbol de Catalunya\|{{#if:\|]]                              | Andreu Ponsà          | 6     | 0     | 1            | 0            | 0          | 0          | 0           | 0           | 5         | 0         |
| —             | DAV  | [[Fitxer:Flag of Catalonia.svg\|23x15px\|border \|alt=Catalunya\|link=Selecció de futbol de Catalunya\|{{#if:\|]]                              | Romà Forns            | 33    | 9     | 7            | 1            | 1          | 0          | 2           | 0           | 23        | 8         |
| —             | DAV  | [[Fitxer:Flag of England.svg\|23x15px\|border \|alt=Anglaterra\|link=Selecció de futbol d'Anglaterra\|{{#if:\|]]                               | Charles Wallace       | 30    | 16    | 7            | 5            | 1          | 0          | 2           | 1           | 20        | 10        |
| —             | DAV  | [[Fitxer:Flag of England.svg\|23x15px\|border \|alt=Anglaterra\|link=Selecció de futbol d'Anglaterra\|{{#if:\|]]                               | Percival Wallace      | 32    | 32    | 7            | 6            | 1          | 3          | 2           | 2           | 22        | 21        |
| —             | DAV  | [[Fitxer:Flag of Catalonia.svg\|23x15px\|border \|alt=Catalunya\|link=Selecció de futbol de Catalunya\|{{#if:\|]]                              | Carles Comamala       | 34    | 26    | 7            | 3            | 1          | 0          | 2           | 3           | 24        | 20        |
| —             | DAV  | [[Fitxer:Flag of Scotland.svg\|23x15px\|border \|alt=Escòcia\|link=Selecció de futbol d'Escòcia\|{{#if:\|]]                                    | George Pattullo       | 21    | 41    | 6            | 12           | 1          | 1          | 0           | 0           | 14        | 28        |
| —             | DAV  | [[Fitxer:Flag of Catalonia.svg\|23x15px\|border \|alt=Catalunya\|link=Selecció de futbol de Catalunya\|{{#if:\|]]                              | Domènec Espelta       | 8     | 1     | 2            | 1            | 1          | 0          | 0           | 0           | 5         | 0         |
| —             | DAV  | [[Fitxer:Flag of Catalonia.svg\|23x15px\|border \|alt=Catalunya\|link=Selecció de futbol de Catalunya\|{{#if:\|]]                              | Joan Llonch           | 6     | 2     | 1            | 0            | 0          | 0          | 0           | 0           | 5         | 2         |
| —             | DAV  | [[Fitxer:Flag of the Balearic Islands.svg\|23x15px\|border \|alt=Illes Balears\|link=Selecció de futbol de les Illes Balears\|{{#if:\|]]       | Pedro Mensa           | 3     | 0     | 1            | 0            | 0          | 0          | 0           | 0           | 2         | 0         |
| Equip reserva |      | |                       |       |       |              |              |            |            |             |             |           |           |
| —             | DEF  | [[Fitxer:Flag of England.svg\|23x15px\|border \|alt=Anglaterra\|link=Selecció de futbol d'Anglaterra\|{{#if:\|]]                               | George Gordon Wallace | 2     | 0     | 0            | 0            | 0          | 0          | 0           | 0           | 2         | 0         |
| —             | DEF  | [[Fitxer:Flag of Catalonia.svg\|23x15px\|border \|alt=Catalunya\|link=Selecció de futbol de Catalunya\|{{#if:\|]]                              | Josep Espinach        | 1     | 0     | 0            | 0            | 0          | 0          | 0           | 0           | 1         | 0         |
| —             | MIG  | [[Fitxer:Flag of Catalonia.svg\|23x15px\|border \|alt=Catalunya\|link=Selecció de futbol de Catalunya\|{{#if:\|]]                              | Francesc Sanz         | 2     | 0     | 0            | 0            | 0          | 0          | 0           | 0           | 2         | 0         |
| —             | MIG  | [[Fitxer:Flag of Spain (1785–1873, 1875–1931).svg\|23x15px\|border \|alt=Espanya\|link=Selecció de futbol d'Espanya\|{{#if:\|]]                | Flores                | 1     | 0     | 0            | 0            | 0          | 0          | 0           | 0           | 1         | 0         |
| —             | DAV  | [[Fitxer:Flag of Spain (1785–1873, 1875–1931).svg\|23x15px\|border \|alt=Espanya\|link=Selecció de futbol d'Espanya\|{{#if:\|]]                | José Rodríguez        | 14    | 16    | 0            | 0            | 0          | 0          | 0           | 0           | 14        | 16        |
| —             | DAV  | [[Fitxer:Flag of the Basque Country.svg\|23x15px\|border \|alt=País Basc\|link=Selecció de futbol del País Basc\|{{#if:\|]]                    | Domingo Arrillaga     | 12    | 1     | 0            | 0            | 0          | 0          | 0           | 0           | 12        | 1         |
| —             | DAV  | [[Fitxer:Flag of the Valencian Community (2x3).svg\|23x15px\|border \|alt=País Valencià\|link=Selecció de futbol del País Valencià\|{{#if:\|]] | Guardiola             | 2     | 1     | 0            | 0            | 0          | 0          | 0           | 0           | 2         | 1         |

1. ↑  Sense incloure dades sobre els gols marcats a la novena jornada per falta de fonts.
2. ↑  Durant el campionat de Catalunya pertanyia al FC Espanya.
3. ↑  Algunes fonts donen el nom de Joan Janer.
4. ↑  S'inclouen els jugadors del club que no van disputar parits oficials durant la temporada.
5. ↑  Durant el campionat de Catalunya pertanyia al CD Espanyol.

## Competicions
| Competició         | Pos.    | PJ | PG | PE | PP | GF | GC | Campió        |
| ------------------ | ------- | -- | -- | -- | -- | -- | -- | ------------- |
| C. Catalunya       | 1r      | 8  | 8  | 0  | 0  | 30 | 10 | FC Barcelona  |
| C. Espanya         | retirat | 1  | 1  | 0  | 0  | 4  | 0  | Athletic Club |
| Copa dels Pirineus | C       | 2  | 2  | 0  | 0  | 6  | 3  | FC Barcelona  |

## Partits

### Amistosos
| 28 agost 1910 | Futbol Club Espanya | 4 - 2 | FC Barcelona        | Barcelona             |  |
|               |                     |       | C. Comamala · Peris | Espanya · Rodriguez · |  |

| 12 setembre 1910 | FC Barcelona | 2 - 5 | Esquadra Anglesa | Barcelona              |  |
|                  | Rodriguez    |       |                  | Industria · Hamilton · |  |

| 2 octubre 1910 | FC Barcelona                      | 4 - 2 | Futbol Club Espanya | Barcelona              |  |
|                | Pattullo · Rodriguez · A.Comamala |       |                     | Industria · Hamilton · |  |

| 9 octubre 1910 | FC Barcelona                             | 15 - 1 | FC Internacional | Barcelona   |  |
|                | Pattullo · Forns · Rodriguez · P.Wallace |        |                  | Industria · |  |

| 16 octubre 1910 | RCD Espanyol | 1 - 4 | FC Barcelona                     | Barcelona             |  |
|                 |              |       | Pattullo · Rodriguez · P.Wallace | Espanyol · Hamilton · |  |

| 23 octubre 1910 | Universitary SC | 2 - 4 | FC Barcelona                       | Barcelona              |  |
|                 |                 |       | C.Comamala · Rodriguez · P.Wallace | Universitary · Balat · |  |

| 30 octubre 1910 | FC Barcelona                                              | 8 - 1 | Stade Toulousain | Barcelona           |  |
|                 | Pattullo · P.Wallace · C.Wallace · Rodriguez · C.Comamala |       |                  | Industria · Witty · |  |

| 1 novembre 1910 | FC Barcelona                       | 5 - 0 | FC Català | Barcelona           |  |
|                 | C.Comamala · P.Wallace · Rodriguez |       |           | Industria · Forns · |  |

| 20 novembre 1910 | FC Barcelona                      | 6 - 0 | FC Català | Barcelona                |  |
|                  | P.Wallace · Pattullo · A.Comamala |       |           | Carrer Marina · Torres · |  |

| 27 novembre 1910 | Universitary SC | 2 - 4 | FC Barcelona                      | Barcelona                |  |
|                  |                 |       | C.Wallace · P.Wallace · Rodriguez | Universitary · Sampere · |  |

| 25 desembre 1910 | FC Barcelona                      | 5 - 2 | RS Gimnástica Española | Barcelona           |  |
|                  | P.Wallace · C.Comamala · Pattullo |       |                        | Industria · Moris · |  |

| 26 desembre 1910 | FC Barcelona                      | 4 - 2 | RS Gimnástica Española | Barcelona           |  |
|                  | P.Wallace · C.Comamala · Pattullo |       |                        | Industria · Moris · |  |

| 1 gener 1911 | FC Barcelona         | 5 - 0 | Stade Etoile Bleue | Barcelona             |  |
|              | P.Wallace · Pattullo |       |                    | Industria · Sanchez · |  |

| 6 gener 1911 | FC Barcelona | 0 - 4 | United Hospitals RFC | Barcelona              |  |
|              |              |       |                      | Industria · Hamilton · |  |

| 2 febrer 1911 | CE Sabadell FC | 0 - 10 | FC Barcelona                        | Sabadell |  |
|               |                |        | C.Comamala · Llonch · Janer · Forns | Gamper · |  |

| 19 marc 1911 | FC Barcelona                              | 6 - 0 | FC Català | Barcelona             |  |
|              | P.Wallace · Forns · Guardiola · С.Wallace |       |           | Industria · Gruelin · |  |

| 20 abril 1911 | FC Barcelona | 1 - 3 | New Crusaders FC | Barcelona            |  |
|               | C.Comamala   |       |                  | Industria · Gmelin · |  |

| 23 abril 1911 | FC Barcelona | 0 - 2 | New Crusaders FC | Barcelona              |  |
|               |              |       |                  | Industria · Hamilton · |  |

| 21 maig 1911 | FC Barcelona                       | 5 - 1 | FC Català | Barcelona             |  |
|              | P.Wallace · С.Wallace · С.Comamala |       |           | Industria · Sanchez · |  |

| 4 juny 1911 | Hispania Valencia | 0 - 6 | FC Barcelona                  | València   |  |
|             |                   |       | P.Wallace · С.Wallace · Peris | Carranza · |  |

| 11 juny 1911 | FC Barcelona                                   | 6 - 1 | FC Català | Barcelona            |  |
|              | C.Comamala · Quirante · A.Comamala · С.Wallace |       |           | Industria · Gamper · |  |

1. ↑  A benefici de l'hospital de Manresa
2. ↑  A benefici de les escoles dels districtes segon i sisè

### Copa Paris-Barcelona
La Copa Paris-Barcelona, organitzada per l'Ajuntament de Barcelona, va quedar sense adjudicar.
| 24 setembre 1910 | FC Barcelona | 1 - 1 | RCD Espanyol | Barcelona                           |  |
|                  | Pattullo     |       |              | Placa d'Armes del Parc · Hamilton · |  |

| 25 setembre 1910 | FC Barcelona | 1 - 1 | RCD Espanyol | Barcelona                           |  |
|                  | Arrillaga    |       |              | Placa d'Armes del Parc · Hamilton · |  |

| 6 novembre 1910 | FC Barcelona         | 4 - 0 desempat | RCD Espanyol | Barcelona                           |  |
|                 | Pattullo · Rodriguez |                |              | Placa d'Armes del Parc · Hamilton · |  |

### Concurs Espanya
| 16 novembre 1910 | FC Barcelona         | 4 - 1 | RCD Espanyol | Barcelona            |  |
| darrer partit    | Pattullo · Rodriguez |       |              | Espanya · Hamilton · |  |

### Campionat de Catalunya
| Pos | Equip            | PJ | PG | PE | PP | GF | GC | DG  | Pts | Classificació |
| --- | ---------------- | -- | -- | -- | -- | -- | -- | --- | --- | ------------- |
| 1   | FC Barcelona (C) | 8  | 8  | 0  | 0  | 30 | 10 | +20 | 16  | Campió        |
| 2   | Català SC        | 8  | 4  | 1  | 3  | 17 | 20 | −3  | 9   |               |
| 3   | Universitary SC  | 8  | 2  | 2  | 4  | 11 | 20 | −9  | 6   |               |

| 11 desembre 1910 | FC Barcelona                   | 4 - 3 | Universitary SC            | Barcelona                                  |  |
| Jornada 1        | Pattullo · Forns · C. Comamala |       | Roteta · Torrens · Barenys | Camp del carrer Indústria · Ponz Junyent · |  |

| 18 desembre 1910 | CD Español | 2 - 4 | FC Barcelona                     | Barcelona                             |  |
| 15:20 Jornada 2  |            |       | P. Wallace · E. Peris · Pattullo | Camp del carrer Indústria · Garriga · |  |

| 8 gener 1911 | FC España | 2 - 4 | FC Barcelona          | Barcelona                                   |  |
| Jornada 3    | Doval ·   |       | Pattullo · P. Wallace | Camp del carrer Entença/València · Morris · |  |

| 22 gener 1911 | Català SC | 1 - 3 | FC Barcelona          | Barcelona                          |  |
| Jornada 5     | Gol       |       | Pattullo · C. Wallace | Velòdrom de la Bonanova · Lloret · |  |

| 5 febrer 1911   | Universitary SC | 0 - 4 | FC Barcelona             | Barcelona                           |  |
| 16:40 Jornada 6 |                 |       | P. Wallace · C. Comamala | Camp de l'Hospital Clínic · Balat · |  |

| 19 febrer 1911  | FC Barcelona          | 6 - 0 | FC España | Barcelona                              |  |
| 15:20 Jornada 7 | Pattullo · C. Wallace |       |           | Camp del carrer Indústria · Hamilton · |  |

| 12 març 1911 | FC Barcelona            | 3 - 1 | CD Español | Barcelona                            |  |
| Jornada 8    | C. Wallace · P. Wallace |       | A. Massana | Camp del carrer Indústria · Beltri · |  |

| 30 abril 1911 | FC Barcelona | 2 - 1 | Català SC | Barcelona                   |  |
| Jornada 9     | Gol · Gol    |       | Gol       | Camp del carrer Indústria · |  |

### Torneig a favor de la Creu Roja
Els partits d'aquest torneig tenien una durada de 30 minuts i els equips s'havien limitat a 7 jugadors.
| 5 marc 1911 | FC Barcelona | 1 - 0 | Universitary SC | Barcelona              |  |
|             | C.Comamala   |       |                 | Espanyol · Rodriguez · |  |

| 5 marc 1911 | RCD Espanyol | 2 - 1 | FC Barcelona | Barcelona            |  |
|             |              |       | C.Comamala   | Espanyol · Torrens · |  |

### Campionat d'Espanya
| 12 abril 1911   | FC Barcelona          | 4 - 0 | RS Gimnástica Española | Getxo      |  |
| Quarts de final | P. Wallace · Pattullo |       |                        | Jolaseta · |  |

1. ↑  L'organització va obligar a repetir el partit per una suposada alineació indeguda. La diferència amb el tracte rebut per altres equips en situacions més punibles, va fer que l'equip es retirés de la competició.

### Copa dels Pirineus
|  | Semifinals         | Semifinals       |                  |   | Final | Final |
|  |                    |                  |                  |   |       |       |
|  | 7 maig – Barcelona |                  |                  |   |       |       |
|  |                    |                  |                  |   |       |       |
|  | FC Barcelona       | 2                |                  |   |       |       |
|  | FC Barcelona       | 2                | 14 maig – Tolosa |   |       |       |
|  | Olympique Cettois  | 1                |                  |   |       |       |
|  | Olympique Cettois  | 1                | FC Barcelona     | 4 |       |       |
|  | 7 maig – Bordeus   |                  | FC Barcelona     | 4 |       |       |
|  |                    | Gars de Bordeaux | 2                |   |       |       |
|  | Gars de Bordeaux   | Gars de Bordeaux | 2                | 2 |       |       |
|  | Gars de Bordeaux   |                  |                  | 2 |       |       |
|  | Stade Toulousain   | 1                |                  |   |       |       |
|  | Stade Toulousain   | 1                |                  |   |       |       |

| 7 maig 1911 | FC Barcelona | 2 - 1 | Olympique Cettois | Barcelona                           |  |
| Semifinals  | C. Comamala  |       | Gol               | Camp del carrer Indústria · Labat · |  |

| 14 maig 1911 | FC Barcelona                          | 4 - 2 | Gars de Bordeaux | Tolosa de Llenguadoc |  |
| Final        | P. Wallace · C. Wallace · C. Comamala |       | Mauret · Lucas   | Labat ·              |  |

1. ↑  El Gars de Bordeaux era un combinat de jugadors dels diferents clubs de la ciutat de Bordeus, principalment l'Stade Bordelais.